# Godehardus van Hildesheim

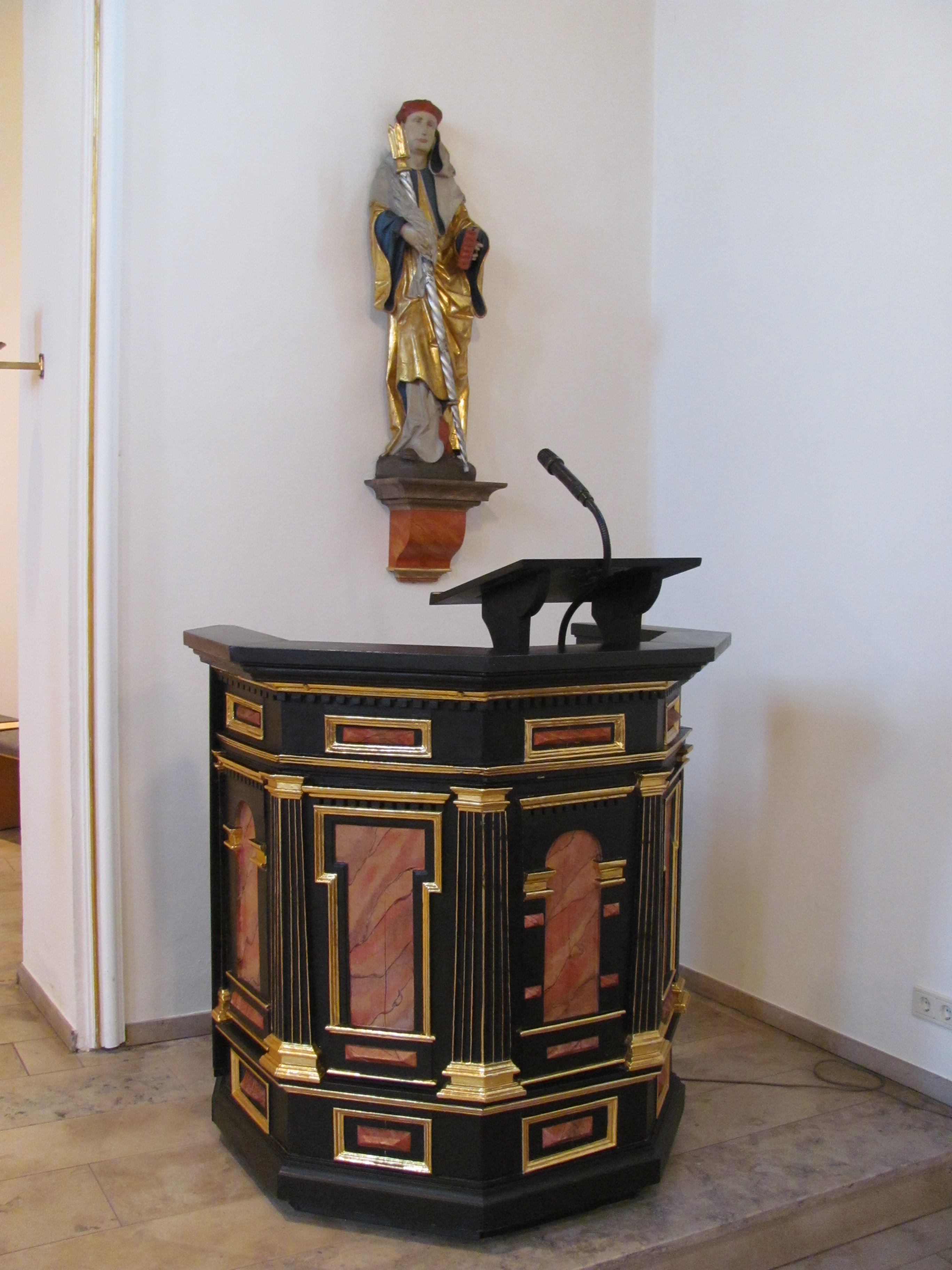
Houten beeld van Sint Gotthard, gesneden rond 1505. Farmsen, Nedersaksen, Duitsland.

Godehardus van Hildesheim (of Godehard) (960 – 4 mei 1038; Latijn: Gotthardus, Godehardus), ook bekend als Gotthard of Godehard de Bisschop, was een Duitse bisschop die als heilige vereerd wordt.

## Hagiografie
Godehardus van Hildesheim werd geboren in 960 te Reichersdorf bij Niederaltaich in het bisdom Passau. Godehard studeerde geesteswetenschappen en theologie aan de abdij van  Niederaltaich, waar zijn father Ratmund een vazal was van de kanunniken. Terwijl hij in de abdij verbleef, werd Godehard begeleid door Uodalgisus. Godehard verbleef vervolgens aan het hof van het Aartsbisdom Salzburg, waar hij diende als kerkelijk administrateur. Na een rondreis door verscheidene landen, waaronder Italië, voltooide Godehard zijn studie onder begeleiding van Liutfrid in Passau. Hij kwam toen bij de kanunniken van Niederaltaich in 990 en hij werd hun proost in 996.
Toen Hendrik II van Beieren besloot om het kapittel van Niederaltaich veranderen in een Benedictijner klooster, bleef Godehard daar als een novice, alvorens hij daar ook een monnik werd in 990 onder abt Ercanbertn. In 993 werd Godehard gewijd tot priester, al was hij reed een prior and rector of the kloosterschool. In 996 werd Godehard abt en introduceerde hij de veranderingen van de orde van Cluny in Niederaltaich.
Hij heeft geholpen om de Regel van Benedictus nieuw leven in te blazen, om vervolgens abten te leveren voor de abdij van Tegernsee, de abdij van Hersfeld en de abdij van Kremsmünster om zo de Benedictijnse regels te herstellen onder het patronaat van Hendrik II, keizer van het Heilige Roomse Rijk.
Godehard werd op 2 december 1022 tot bisschop van Hildesheim gewijd door Aribo, aartsbisschop van Mainz. Gedurende de vijftien jaar van zijn episcopaat verdiende Godehard het respect van de geestelijkheid en gaf hij de opdracht voor de bouw van zo'n dertig kerken. Ondanks zijn hoge leeftijd bleef hij de rechten van het bisdom fel verdedigen. Na een kort ziekbed stierf hij op 4 mei 1038.

## Verering

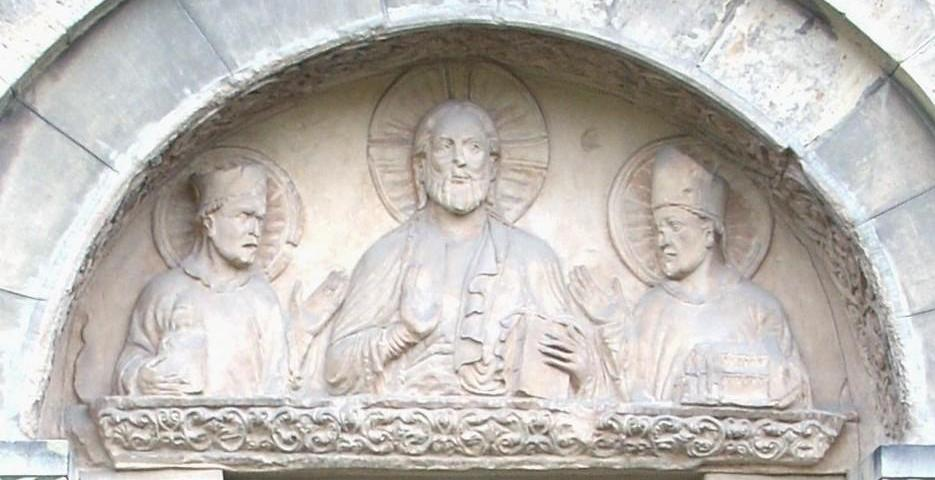
Timpaan met Christus, Godehard van Hildesheim en Epiphanius van Pavia. Hildesheim, St. Godehard Basilica.

De opvolgers van Godehard als bisschop van Hildesheim, Bertold (1119–1130) en Bernhard I (1130–1153), hebben zich hardgemaakt voor de heiligverklaring van Godehardus. Godehards heiligverklaring geschiedde in 1131 ten tijde van het episcopaat van Bernard bij een synode in Reims. Destijds verhief  Paus Innocentius II Godehardus tot een heilige in het bijzijn van Bernard en Norbert.
Op 4 mei 1132 bracht Bernard de relieken van Godehard van de abdijkerk over naar de dom van Hildesheim. Op 5 mei werd de eerste liturgische festiviteit ter ere van Godehard gehouden. Ook werden een aantal mirakels aan zijn relieken toegeschreven. Verering van de heilige verspreidde naar Scandinavië, Zwitserland, en Oost-Europa. Godehard werd aangeroepen tegen koorts, waterzucht, kinderziektes, hagel, pijn bij geboortes en jicht.
Veder verhief de abdij van Niederaltaich zijn abt tot de patroonheilige van het beroemde gymnasium van de abdij, het Sint Gotthard-Gymnasium.
Godehard werd ook de patroonheilige van reizende handelaren en daarom werden vele kerken en kapellen  aan hem gewijd in de Alpen. Zijn hospitium voor reizigers nabij Hildesheim ("Mauritiusstift"), werd beroemd. Ook de metselaars beschouwen hem als hun beschermheilige. Op zijn voorspraak wordt een aanvang genomen met grote metselwerken en andere bouwkundige zaken waarbij metselen een rol speelt. Zijn voorspraak wordt ook ingeroepen bij zware bevallingen, kinderziekten, jicht en reumatiek; ook tegen hagel en onweer.
Volgens een oude traditie in Ticino werd een kleine kerk in de Gotthardpas (San Gottardo) in de Zwitserse Alpen gesticht door Galdino, aartsbisschop van Milaan (r. 1166-76). Hoewel Goffredo da Bussero de stichting toeschrijft aan Enrico di Settala, bisschop van Milaan van 1213 tot 1230. Het hospitium werd in 1685 toevertrouwd aan de zorg van de kapucijnen door Federico II Visconti en werd later doorgegeven aan een broederschap in Ticino.

## Genoemd naar
Verschillende plaatsen en gebeurtenissen zijn genoemd naar de heilige:
- Godehard is een populaire achternaam.
- Gotthardpas een historisch belangrijke verbinding van Italië met Zwitserland; de belangrijkste verbindingen lopen ver onder deze pas middels de Gotthard-wegtunnel en -- basistunnel voor treinverkeer. Ook het bergmassief rond de pas draagt de naam Gotthard.
- Abdij van Szentgotthárd in Hongarije
- Szentgotthárd, een plaats in Hongarije
- Slag bij Szentgotthárd (1664) - deel van de of Habsburg-Osmaanse Oorlog
- Slag bij Szentgotthárd (1705) - deel van Rákóczi's anti-Habsburg opstand

## Referentie
- Dit artikel of een eerdere versie ervan is een (gedeeltelijke) vertaling van het artikel Gotthard_of_Hildesheim op de Engelstalige Wikipedia, dat onder de licentie Creative Commons Naamsvermelding/Gelijk delen valt. Zie de bewerkingsgeschiedenis aldaar.